# シリー・アウセム
シリー・アウセム（Cilly Aussem, 1909年1月4日 - 1963年3月22日）は、ドイツ・ケルン出身の女子テニス選手。1931年の全仏選手権とウィンブルドン選手権で優勝し、ドイツ人のテニス選手として最初の4大大会優勝者になった選手である。

## 来歴
1928年にドイツ女子テニスの第一人者になったアウセムは、早くからその力量をビル・チルデンに認められていたという。1930年からアウセムは世界的な活躍を始めたが、全仏選手権ではヘレン・ジェイコブスに、ウィンブルドンではエリザベス・ライアンにそれぞれ準決勝で敗れ、この時は決勝進出を逃した。1931年の全仏選手権女子シングルス決勝で、シリー・アウセムはイギリスのベティ・ナットール（1911年 - 1983年）を 8-6, 6-1 で破り、ドイツ人のテニス選手として最初の4大大会優勝者になった。同年のウィンブルドン女子シングルス決勝にて、文字通りテニス史上最初の「ドイツ人同士の決勝」が実現し、アウセムとヒルデ・クラーヴィンケルが顔を合わせた。第1シードのアウセムは、第4シードのクラーヴィンケルを 6-2, 7-5 のストレートで破り、1931年度の4大大会女子シングルス2連勝を達成した。こうしてシリー・アウセムは、ドイツ人選手として最初のウィンブルドン優勝者の栄冠も獲得した。
1931年度の女子テニス世界ランキングで、アウセムはヘレン・ウィルス・ムーディに次ぐ第2位にランクされた。しかし、その後はムーディをはじめとする同年代の強豪選手たちに押されてゆき、次第に勝利数が減ってゆく。アウセムは1935年に競技生活を退いたが、この年からヒルデ・スパーリング（クラーヴィンケルの結婚後の名前）が全仏選手権3連覇を達成した。引退後のアウセムはイタリアのポルトフィーノに住み、1963年3月22日にポルトフィーノで54歳の生涯を閉じた。
1930年代にドイツのテニス界は最初の黄金期を迎え、男女2人ずつの4大大会シングルス優勝者を輩出していた。男子はゴットフリート・フォン・クラム（1909年 - 1976年）が1934年と1936年に全仏選手権で2勝を挙げ、ヘンナー・ヘンケル（1915年 - 1942年）が1937年の全仏選手権を制した。そして女子はアウセムとスパーリングの2人が4大大会優勝者となったが、4人の優勝記録を総合すると、アウセムの1931年ウィンブルドン以外はすべて全仏選手権のタイトルであった。そのため、アウセムは「ドイツ人最初のウィンブルドン優勝者」として当地のヒロインになった。